# Ley de cohesión y calidad del Sistema Nacional de Salud
La ley de cohesión y calidad del Sistema Nacional de Salud es una ley española aprobada en 2003 que tiene como objetivo principal garantizar la equidad, la calidad y la participación social en el Sistema Nacional de Salud. Establece acciones de coordinación y cooperación entre las Administraciones públicas para lograr este propósito, promoviendo la integración en la atención sanitaria y la sociosanitaria. Además, busca adaptar el sistema a las demandas de modernización y asegurar la igualdad en el acceso a las prestaciones sanitarias en todo el territorio nacional. Esta ley también crea el Consejo Interterritorial del Sistema Nacional de Salud como órgano coordinador entre el Estado y las Comunidades Autónomas en materia de salud.